# Edward Perykasza
Edward Perykasza (ur. 23 maja 1923 w Ujeznej, zm. 30 września 1993 w Krakowie) – polski inżynier, urzędnik kolejowy, wykładowca akademicki, profesor nauk technicznych.

## Życiorys
Urodził się 23 maja 1923 w Ujeznej, w rodzinie kolejarza, syn Jana i Zofii Cebulak. Szkołę powszechną ukończył w Ujeznej, i gimnazjum w Jarosławiu. 
W 1944 rozpoczął pracę w kolejnictwie na stanowisku dyżurnego ruchu w Tryńczy. Po ukończeniu kursu kolejowego w 1946 został dyżurnym ruchu w Żurawicy, w 1951 zastępcą naczelnika Oddziału Eksploatacji Kolei Państwowych w Nowym Sączu, w 1952 naczelnikiem wydziału w Dyrekcji Okręgowej Kolei Państwowych w Krakowie. W latach 1955–1957 był dyrektorem III stopnia służby ruchu, a w 1957 został naczelnikiem oddziału parowozów. 
W 1956 uzyskał tytuł inżyniera na Politechnice Warszawskiej. W latach 1960–1964 studiował zaocznie na Wydziale Budownictwa Lądowego Politechniki Krakowskiej. W 1962 został zastępcą dyrektora ds. eksploatacyjnych DOKP w Krakowie. W 1964 uzyskał tytuł magistra i został zastępcą dyrektora naczelnego Południowej Dyrekcji Okręgu Kolei Państwowych. W 1966 został wykładowcą w Katedrze Budowy Dróg Żelaznych na Wydziale Budownictwa Lądowego Politechniki Krakowskiej. W 1968 uzyskał stopień doktora nauk technicznych. W 1969 został naczelnym dyrektorem Południowej Dyrekcji Okręgowej Kolei Państwowych, oraz docentem kontraktowym, a w 1974 profesorem kontraktowym w Instytucie Dróg, Kolei i Mostów. W 1977 Rada Państwa mianowała go profesorem nadzwyczajnym nauk technicznych. W latach 1975–1981 był pierwszym dyrektorem Instytutu Organizacji i Techniki Transportu Kolejowego na Wydziale Transportu Politechniki Krakowskiej. 
Prowadził badania naukowe dla Centralnego Ośrodka Badań i Rozwoju Kolejnictwa. Uczestniczył w modernizacji Dworca Centralnego w Warszawie. Był zaangażowany w budowę dworca PKP i PKS w Jarosławiu. Opublikował ponad 60 publikacji, współrealizator około 50 prac naukowo-badawczych. Członek rady naukowej Centralnego Ośrodka Badań i Rozwoju Techniki Kolejnictwa w Warszawie oraz rady techniczno-ekonomicznej przy Dyrektorze Generalnym PKP. W 1981 przeszedł na emeryturę.
Pochowany na Cmentarzu Rakowickim w Krakowie.

## Odznaczenia
- Krzyż Kawalerski Orderu Odrodzenia Polski (1965)
- Zasłużony Kolejarz PRL (1974)
- złota i srebrna odznaka Przodujący Kolejarz PRL (1974)
- Medal XXX-lecia (1976)
- Medal 40-lecia Polski Ludowej (1985)
- Honorowa Odznaka Politechniki Krakowskiej (1964)
- złota odznaka za pracę społeczną dla m. Krakowa (1964)
- Przodujący Kolejarz Kolei Czechosłowackich (1968)
- Przodujący Kolejarz ZSRR (1969)
- Przodujący Kolejarz Kolei Węgierskich (1974)
- Medal za Zasługi dla Kolei Niemieckich NRD – kl. I (1971), kl. II (1975), kl. III (1979)